# Márton Homonnai
Márton Homonnai (Budapest, 5 de febrero de 1906 - 15 de octubre de 1969, Buenos Aires) fue un jugador húngaro de waterpolo.

## Biografía

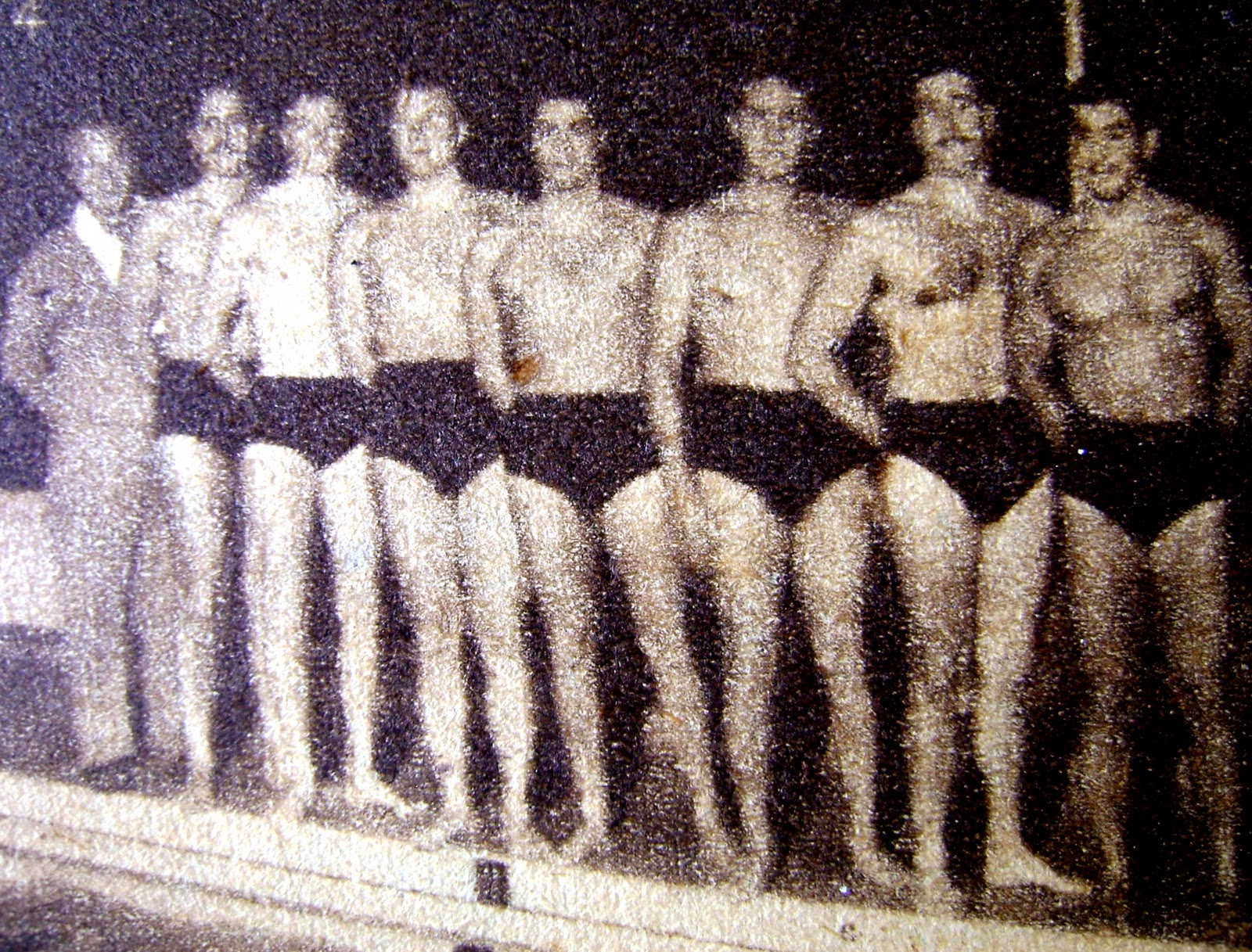
Equipo de River Plate dirigido por Márton Homonnai en 1951.

Formó el famoso trío indestructible del waterpolo húngaro junto con Oliver Halasy y János Németh.
Con la llegada del comunismo a Hungría, se trasladó a Sudamérica. Fue entrenador del equipo de waterpolo River Plate de Buenos Aires en Argentina.
Su hija Katalin Szőke fue nadadora y ganó dos medallas de oro en las olimpiadas de Helsinki en 1952.

## Clubs
- III. Kerületi Vivó Egylet ( Hungría)
- Magyar Testgyakorlók Köre ( Hungría)

## Títulos
Como jugador de waterpolo de la selección de Hungría
- Oro en los juegos olímpicos de Berlín 1936.
- Oro en los juegos olímpicos de Los Ángeles 1932.
- Plata en los juegos olímpicos de Ámsterdam 1928.